# Proteste contro la guerra di Gaza
Le proteste contro la guerra di Gaza si sono verificate in tutto il mondo per contrastare la guerra Israele-Hamas. Tali proteste si sono di volta in volta indirizzate su diverse tematiche legate al conflitto, tra cui la richiesta di un cessate il fuoco, la fine del blocco e dell'occupazione israeliana, il ritorno degli ostaggi israeliani, la protesta contro i crimini di guerra, la fine del sostegno degli Stati Uniti a Israele e la fornitura di aiuti umanitari a Gaza. Dall'inizio della guerra avvenuta il 7 ottobre 2023, la stima delle persone uccise è ad agosto 2025 oltre i 60.000.
Alcune delle proteste contro la guerra di Gaza sono degenerate in violenze, oppure in accuse di antisemitismo e/o antipalestinismo. In alcuni paesi europei, e nella stessa Palestina, i manifestanti sono stati criminalizzati, con paesi come Francia, Germania, Regno Unito e Ungheria che hanno limitato la libertà di espressione politica filo-palestinese, mentre Hamas a Gaza ha giustiziato manifestanti anti-Hamas. Il conflitto ha anche scatenato grandi proteste presso le ambasciate israeliane e statunitensi in tutto il mondo.
Una ricerca dell'Armed Conflict Location and Event Data Project ha indicato che dal 7 ottobre al 24 novembre 2023 si sono verificate almeno 7.283 proteste pro-palestinesi e 845 proteste pro-Israele in tutto il mondo.

## Israele
Molti cittadini israeliani hanno partecipato a proteste pubbliche legate alla gestione delle trattative per gli ostaggi rapiti. Gli attivisti ebrei israeliani contro la guerra sono stati spesso presi di mira da gruppi di estrema destra, mentre gli arabi israeliani hanno subito repressioni e restrizioni della libertà di parola, che hanno portato ad arresti per semplici post e like sui social media. Le proteste contro la guerra sono scoppiate nel Triangolo e in Galilea, con la polizia israeliana che ha represso i dimostranti a Umm al-Fahm, una città nel Triangolo. A marzo, ci fu un'altra protesta in città, esortando Israele a "porre fine alla sua guerra criminale"
Una manifestazione di solidarietà con gli ostaggi tenutasi a Tel Aviv il 14 ottobre ha criticato la gestione della guerra da parte del governo e ha chiesto le dimissioni del primo ministro Benjamin Netanyahu. Il giorno successivo, il ministro delle comunicazioni Shlomo Karhi ha proposto un decreto d'urgenza che consente l'arresto di persone che danneggiano il "morale della nazione". A seguito di una manifestazione a sostegno di Gaza ad Haifa, il commissario di polizia Kobi Shabtai ha minacciato di mandare forzatamente i manifestanti contro la guerra nella Striscia di Gaza a bordo di autobus. Il 28 ottobre, una folla di israeliani si è radunata al Netanya Academic College gridando "morte agli arabi" verso gli studenti palestinesi che vivevano nei dormitori del campus.
Il 4 novembre 2023, si sono tenute delle proteste vicino alla residenza di Netanyahu. L'8 novembre, la Corte suprema di Israele ha permesso alla polizia di vietare tutte le proteste contro la guerra. Il 9 novembre, la polizia israeliana ha arrestato a Nazareth l'ex membro della Knesset Mohammad Barakeh per aver tentato di organizzare una protesta contro la guerra. In un'intervista sul Time, Barakeh ha descritto le repressioni israeliane sulla libertà di parola come fasciste e solo in seguito, il 18 novembre, Israele è riuscito a fare una protesta contro la guerra con il permesso di Tel Aviv.
L'8 novembre la Knesset, che è l'organo parlamentare monocamerale di Israele, ha reso fuori legge il "consumo di materiale terroristico". I gruppi per i diritti civili hanno criticato il disegno di legge, affermando che "invade la sfera dei pensieri e delle convinzioni personali". Il 2 dicembre, un avvocato di un centro legale di Adalah, ha affermato che le forze dell'ordine stavano usando la legge per sorvegliare e mettere a tacere le persone, mentre la Association for Civil Rights in Israel ha dichiarato che questi fatti erano "senza precedenti nei paesi democratici".
Il 20 novembre, Kan 11 ha pubblicato e poi cancellato un video prodotto da una ONG privata, che mostrava bambini evacuati dagli insediamenti di Gaza che cantavano "li elimineremo tutti e torneremo ad arare i nostri campi". Il 23 novembre, prima dello scambio di ostaggi, il ministro della sicurezza nazionale Itamar Ben-Gvir ha dichiarato che qualsiasi "espressione di gioia" legata al rilascio dei prigionieri palestinesi era "equivalente al sostegno al terrorismo".
Il 25 novembre, i manifestanti a Gerusalemme hanno chiesto a Netanyahu di dimettersi. Ebrei e israeliani all'estero hanno partecipato alle proteste contro la risposta israeliana alla guerra. Il 29 novembre, la polizia ha arrestato degli attivisti durante una protesta alla Knesset contro il governo. Altre sei persone sono state arrestate il 2 dicembre mentre protestavano fuori dalla casa di Netanyahu a Cesarea. Un sospetto incendio doloso è stato segnalato in un campo di protesta a sostegno delle famiglie degli ostaggi detenuti a Gaza; le famiglie hanno subito molestie da parte dei sostenitori di destra di Netanyahu.
Il 16 dicembre, i manifestanti hanno montato delle tende fuori dal Ministero della Difesa israeliano a Tel Aviv e hanno dichiarato che non se ne sarebbero andati finché il governo non avesse ripreso le trattative per il rilascio degli ostaggi. Due attivisti di Haifa sono stati arrestati per aver protestato silenziosamente contro la guerra.
Il 26 dicembre 2023, l'adolescente israeliano Tal Mitnick è stato condannato a 30 giorni di carcere per essersi rifiutato alla leva militare per la guerra, condannandola come "una campagna di vendetta... non solo contro Hamas, ma contro tutto il popolo palestinese". Questo commento è stato condiviso da uno dei numerosi gruppi di sostegno per gli obiettori di coscienza alle IDF.

### Le lettere aperte
Alcuni gruppi in Israele hanno espresso sostegno alla guerra. Decine di rabbini hanno firmato una lettera a Netanyahu e ad alti funzionari della difesa affermando che "anche quando il nemico si nasconde dietro uno scudo umano... non vi è alcuna preclusione halakhah o morale, né legale, al bombardamento del nemico dopo un preavviso sufficiente".
Un gruppo di 100 medici chiamato "Medici per i diritti dei soldati israeliani", ha firmato una dichiarazione affermando che Israele aveva un "legittimo diritto" di bombardare "covi del terrorismo e quartier generali di Hamas negli ospedali di Gaza". Ciò ha provocato una dura risposta da parte del capo ad interim dell'ufficio etico dell'Israel medical association, il dott. Tami Karni, che ha scritto che "i medici hanno giurato di curare, non di uccidere... I medici israeliani si rifiutano di essere trascinati nel declino cosciente e morale del nemico e continueranno ad agire di conseguenza". The White Robes (I camici bianchi), un'organizzazione che conta centinaia di membri, hanno denunciato la lettera come un "opuscolo provocatorio di una minoranza estremista", affermando che "gli appelli alla distruzione e all'uccisione indiscriminate, anche se giustificati militarmente, non fanno parte del codice etico medico". I Physicians for Human Rights (Medici per i diritti umani) hanno pubblicato una lettera aperta firmata da 350 medici e personale medico, che condanna anche la suddetta richiesta.
Nel settembre 2023, oltre 200 giovani israeliani hanno pubblicato una lettera aperta intitolata Youth Against Dictatorship (Giovani contro la dittatura), annunciando che si sarebbero rifiutati di prestare servizio.

## Palestina

### Cisgiordania e Gerusalemme Est
Il 12 ottobre 2023, Hamas ha invitato i palestinesi a protestare a Gerusalemme Est e in Cisgiordania, incoraggiando manifestazioni presso la moschea Al-Aqsa. Hanno anche chiesto proteste nei paesi vicini e in tutto il mondo, esortando le comunità musulmane a mobilitarsi a sostegno di Gaza.
Dopo l'esplosione dell'ospedale Al-Ahli Arab, sono scoppiate proteste in Cisgiordania a sostegno di Gaza. Il 27 ottobre, centinaia di persone si sono radunate a Ramallah per sostenere Gaza, nonostante la paura per possibili repressioni violenta da parte dei coloni. Il 1° novembre 2023, è stato osservato uno sciopero generale in Cisgiordania e a Gerusalemme Est in opposizione agli attacchi israeliani a Gaza. Il 5 novembre, i manifestanti a Ramallah hanno protestato contro la visita del Segretario di Stato americano Antony Blinken in Cisgiordania, tenendo cartelli con la scritta "Blinken, il sangue è sulle tue mani". Il 17 novembre 2023, le forze israeliane hanno sparato gas lacrimogeni sui manifestanti contro la guerra a Hebron.
L'11 dicembre 2023, i palestinesi in Cisgiordania e a Gerusalemme Est hanno indetto uno sciopero generale per il cessate il fuoco nell'ambito di uno sciopero globale più ampio; l'azione ha portato anche alla chiusura di istituti, istituti scolastici ed edifici amministrativi nella Cisgiordania occupata e a Gerusalemme Est. Attivisti palestinesi e organizzazioni di base hanno chiesto uno sciopero mondiale. L'appello all'azione, che ha acquisito slancio attraverso i social media, mira a comprendere "tutti gli aspetti dell'esistenza pubblica" ed è stato preso in considerazione l'11 dicembre.
Il 23 dicembre 2023, il presepe di Natale a Betlemme rendeva onore ai defunti di Gaza. I Boy Scout della Cisgiordania hanno esposto uno striscione in commemorazione delle vittime bambine della guerra durante le celebrazioni della vigilia di Natale. I manifestanti a Ramallah hanno esposto uno striscione con i nomi di migliaia di defunti di Gaza il 1° gennaio 2024. Il 3 gennaio 2024, i palestinesi hanno tenuto una protesta generale in Cisgiordania e il 10 gennaio si sono riuniti in piazza Nelson Mandela a Ramallah per esprimere il loro sostegno del caso giudiziario South Africa's genocide case against Israel, una causa che accusa Israele di genocidio a Gaza presso la Corte internazionale di giustizia. Il 7 febbraio, i manifestanti hanno manifestato presso la sede delle Nazioni Unite a Ramallah contro la sospensione degli aiuti.
Il 9 febbraio 2024, palestinesi e israeliani che protestavano a sostegno di un cessate il fuoco sono stati attaccati dalla polizia in Cisgiordania. Il 10 febbraio, la polizia israeliana ha disperso una protesta per la pace a Gaza a Gerico. I paramedici in Cisgiordania hanno protestato contro l'uccisione da parte di Israele di due operatori di emergenza della Mezzaluna Rossa palestinese, uccisi nel tentativo di salvare Hind Rajab. Nel marzo 2024, la città di Gerico ha inaugurato una strada intitolata ad Aaron Bushnell, un militare statunitense che si è autoimmolato per protestare contro il sostegno degli Stati Uniti a Israele. Grandi proteste si sono tenute ad Arraba, Jenin per protestare contro l'uccisione da parte di Israele di un uomo di nome Muhammad Jaber. Il 21 marzo 2024, i residenti di Jenin sono andati in sciopero per protestare contro l'uccisione di tre giovani. Il 26 marzo 2024, un video mostrava centinaia di persone nel campo profughi di Nur Shams che protestavano contro le azioni israeliane a Gaza. Nell’agosto 2024, un rapporto di 7amleh ha scoperto che i giovani palestinesi in Cisgiordania e a Gerusalemme Est si autocensuravano online per paura di ripercussioni.

### Striscia di Gaza

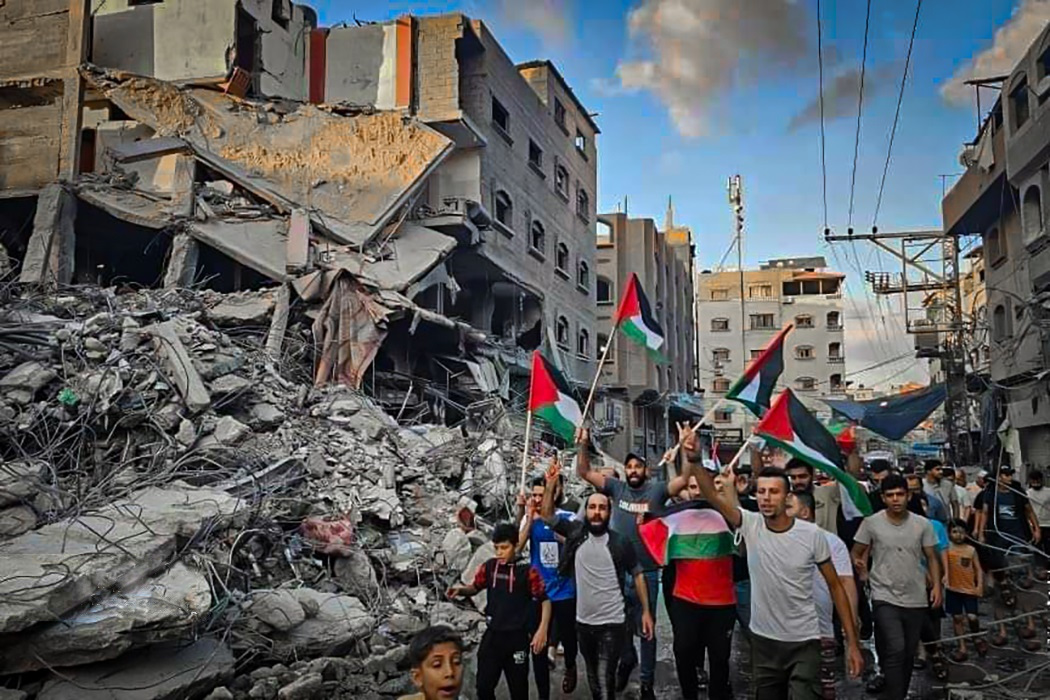
Proteste del 16 ottobre 2023 nella Striscia di Gaza

A Gaza, giovani creatori di contenuti come Hind Khoudary, Plestia Alaqad, Motaz Azaiza e Bisan Owda hanno documentato le loro vite durante la guerra, ottenendo un seguito significativo sui social media.
Nel gennaio 2024, il Jewish News Syndicate ha riferito che, in una rara protesta contro Hamas, decine di bambini di Gaza hanno esposto cartelli fuori dall'ospedale dei martiri di al-Aqsa a Deir al-Balah, chiedendo ad Hamas di liberare gli ostaggi israeliani e porre fine alla guerra, esprimendo il loro desiderio di tornare a casa. Il portavoce arabo dell'IDF, Avichay Adraee, ha condiviso una registrazione della protesta su X, twittando "Queste grida e richieste raggiungeranno i nascondigli dei leader di Hamas?". La protesta si è verificata il giorno dopo un'altra piccola protesta contro Hamas a Rafah, dove i palestinesi hanno lanciato invettive contro Hamas e Yahya Sinwar. Le manifestazioni organizzate contro Hamas non sono consentite a Gaza Nel febbraio 2024, la Sveriges Radio ha riferito di alcune piccole proteste spontanee di disperati cittadini di Gaza contro Hamas.
Un piccolo gruppo di bambini a Rafah ha tenuto la propria protesta in vista di un'offensiva pianificata in città nel febbraio 2024, tenendo cartelli in inglese con la scritta "Ci rifiutiamo di morire" e "Salvateci da questo genocidio". I manifestanti presso la sede centrale dell'UNRWA a Jabalia hanno chiesto più cibo, cantando "Vogliamo farina, vogliamo farina". I bambini di Rafah hanno nuovamente manifestato la loro protesta contro la carestia nella Striscia di Gaza il 6 marzo, tenendo uno striscione con la scritta "Fermate la nostra morte quotidiana".
Il 25 marzo 2025, sono scoppiate nel governatorato di Gaza settentrionale ampie proteste anti-Hamas e contro la guerra. Secondo il canale israeliano Ynet, Hamas rispose torturando ed giustiziando alcuni di coloro che avevano organizzato le proteste.

## Le proteste nel resto del mondo

### Proteste Internazionali
A partire da aprile 2024, varie proteste nei campus universitari si sono intensificate, diffondendosi negli Stati Uniti e in Europa, come parte di più ampie proteste contro la guerra e la condotta di Israele in essa. Il movimento, chiamato poi con il termine ombrello "Intifada Studentesca", ha portato molti atenei a rescindere accordi bilaterali con università israeliane.

### Africa

#### Libano
A Beirut, migliaia di manifestanti hanno espresso solidarietà con Gaza, alcuni scontrandosi con le forze di sicurezza vicino all'ambasciata americana.

#### Sudafrica
Migliaia di persone hanno marciato verso il Parlamento, esprimendo solidarietà con i palestinesi e chiedendo la fine delle ostilità.

### Asia

#### Pakistan
Migliaia di persone hanno partecipato a proteste in diverse città, condannando le azioni israeliane e sostenendo la causa palestinese.

### Europa

#### Francia
Nonostante i divieti iniziali, si sono svolte manifestazioni a Parigi e in altre città, con partecipanti che esprimevano sostegno ai palestinesi.

#### Italia
In diverse città italiane si sono svolte manifestazioni a sostegno della Palestina. A Roma, migliaia di persone hanno sfilato per le strade, portando una grande bandiera palestinese e intonando slogan a sostegno della Palestina. A Pisa, il 17 novembre 2023, durante una protesta pro-Palestina, una lunga bandiera palestinese è stata appesa alla Torre di Pisa. A Milano, il 27 gennaio 2024, la polizia ha affrontato manifestanti pro-Palestina nonostante un divieto ufficiale di proteste durante il Giorno della Memoria dell'Olocausto.A Bologna, il 28 maggio 2024, un gruppo di manifestanti pro-Palestina ha occupato una stazione ferroviaria. A Roma, il 5 ottobre 2024, una protesta pro-Palestina è degenerata in violenza quando migliaia di manifestanti si sono scontrati con la polizia locale, causando 37 feriti. Durante l'evento, in Piazzale Ostiense, si sono uditi cori come "Free Palestine", "Criminal Israel" e "Now Intifada".

#### Regno Unito
A Londra, decine di migliaia di manifestanti hanno marciato chiedendo un cessate il fuoco immediato e la fine del blocco su Gaza.

#### Spagna
A Madrid, il 5 ottobre 2024, circa 5 000 persone hanno manifestato chiedendo al governo spagnolo di esercitare pressioni su Israele per porre fine al conflitto e al "genocidio" a Gaza.La mobilitazione, organizzata dalla Rete Solidale contro l'Occupazione della Palestina (RESCOP), ha visto i manifestanti marciare da Atocha fino a Puerta del Sol, chiedendo la fine del commercio di armi con Israele e sanzioni contro il suo governo.

### Nord America

#### Stati Uniti
A New York, centinaia di persone sono state arrestate durante un sit-in organizzato da un'associazione ebraica pacifista, che protestava contro i bombardamenti israeliani su Gaza.
Il 25 febbraio 2024, il militare venticinquenne dell'Aeronautica degli Stati Uniti Aaron Bushnell si autoimmola davanti al cancello dell'Ambasciata di Israele a Washington per protestare contro il sostegno degli Stati Uniti a Israele. Morirà in ospedale la sera stessa.

### Oceania

#### Australia
A Sydney e Melbourne, migliaia di persone hanno partecipato a proteste chiedendo la fine delle ostilità e maggiore sostegno umanitario per Gaza.